# Pfarrhaus Gimritz

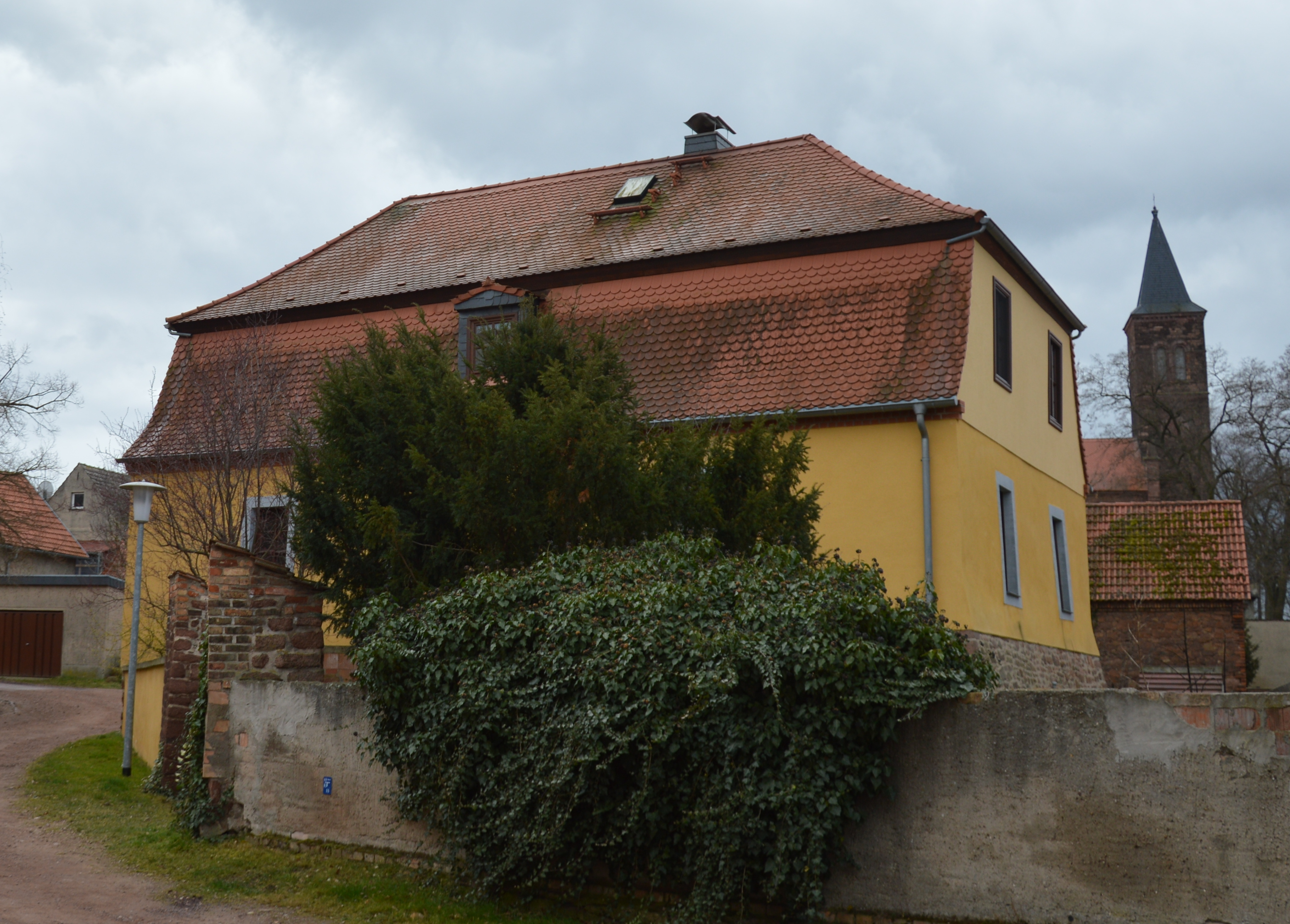
Pfarrhaus Gimritz

Das Pfarrhaus Gimritz ist ein ehemaliges Pfarrhaus im zur Gemeinde Wettin-Löbejün gehörenden Dorf Gimritz in Sachsen-Anhalt.
Es befindet sich an der Adresse Kirchberg 12 und diente als Pfarrhaus der evangelischen Sankt-Georg-Kirche.

## Architektur und Geschichte
Es entstand nach einer am Haus befindlichen Inschrift im Jahr 1755. Der zweigeschossige barocke Bruchsteinbau ist mit einem Krüppelwalmdach bedeckt. Hofseitig besteht eine zweiläufige Freitreppe.
Das Gebäude wird heute als Wohnhaus genutzt.
Im Denkmalverzeichnis der Gemeinde Wettin-Löbejün ist die Kirche unter der Erfassungsnummer 094 55558 als Baudenkmal eingetragen.